# Castello di Liechtenstein (Austria)
Il castello di Liechtenstein si trova nel comune di Maria Enzersdorf nella Bassa Austria.

## Storia
Il castello originario venne costruito nel XII secolo, ma venne distrutto dagli Ottomani nel 1529 e 1683. Rimase in rovina fino alla ricostruzione del 1884.
Il castello diede il nome al Casato dei Liechtenstein, principi dell'omonimo stato, che vi risultano attestati almeno dal 1140.
Nel castello sono stati girati diversi film, tra cui Di pari passo con l'amore e la morte (1969).